# Mare de Déu de Colobor
El santuari de la mare de Déu de Colobor és una ermita situada a la serra del Montsec d'Ares, al municipi d'Àger. Aquest santuari era propietat de l'antic Castell de Colobor i es va construir a sobre l'arbre on es va trobar la imatge de la verge. Annex a l'església es va construir un hostal, ja que per aquell indret s'hi accedia al coll de Colobor, una de les principals vies de comunicació entre la Vall d'Àger i el Pallars. Amb el pas del temps i la creació de nous camins i noves vies de comunicació, l'hostal es va abandonar, fins que el 1964 es va inaugurar un refugi que finalment també acabà abandonat. Actualment el santuari resta totalment en estat d'abandó.

## Llegenda
La llegenda ens parla que aquesta imatge fou trobada per un pastor dalt la copa d'un arbre i que al mateix lloc on fou trobada se li va aixecar una ermita per venerar-la. L'ermità que se n'encarregava passava a plegar per la Mare de Déu.

## Devocions Marianes
L'adagi popular ho diu ben clar:
A la muntanya del Montsec
hi ha dues estrelles
que llancen molt resplendor,
són les ermites de Pedra i Colobor.